# Dahod (Distrikt)
Der Distrikt Dahod (Gujarati દાહોદ જિલ્લો), oder auch Dohad, ist ein Distrikt im westindischen Bundesstaat Gujarat. Verwaltungssitz ist die gleichnamige Stadt Dahod.

## Geographie und Klima

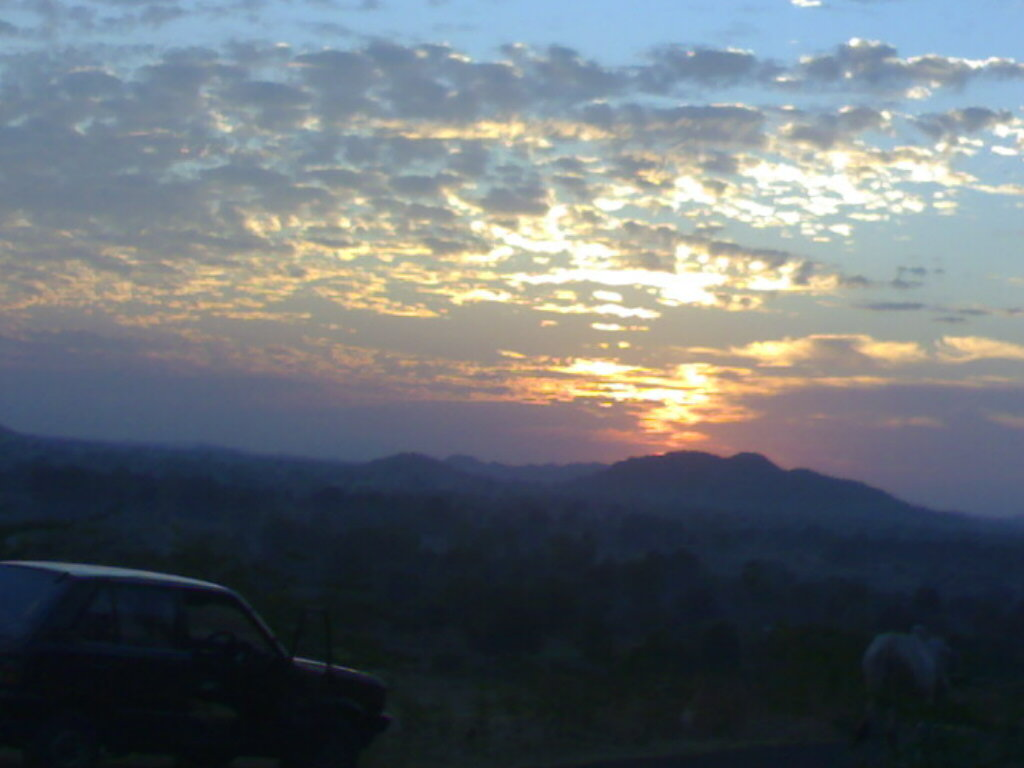
Sonnenuntergang in den Bergen von Dahod

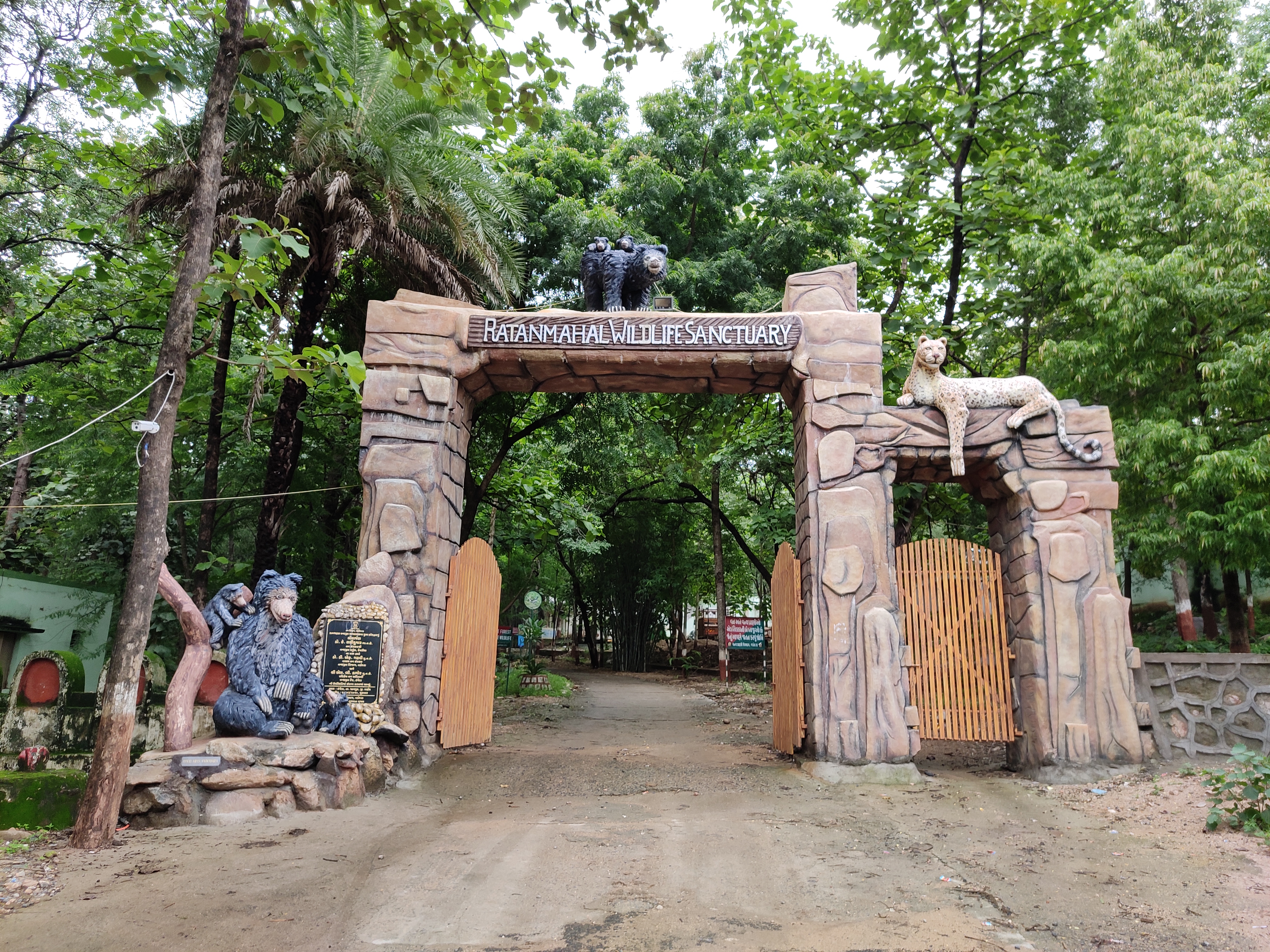
Eingang zum Ratanmahal-Naturschutzgebiet im Distrikt Dahod

Der Distrikt liegt im Osten Gujarats an der Grenze zu den Bundesstaaten Madhya Pradesh und Rajasthan. Die Distriktfläche beträgt 3642 km². Angrenzend sind die Distrikte Mahisagar im Nordwesten, Panchmahal im Westen, Chhota Udepur im Süden und Jhabua in Madhya Pradesh, sowie Banswara in Rajasthan im Osten.
Dahod liegt im Bergland auf einer durchschnittlichen Höhe von 400 Metern über dem Meeresspiegel. Die Topographie ist abwechslungsreich mit hügeligen Ebenen bis zu zerklüfteten Felsformationen. Im zentralen und nördlichen Teil gibt es ein flaches und stark zergliedertes Plateau aus Dekkan-Trapp-Basalt. Größter Fluss ist der Mahi, der im Distrikt zahlreiche Zuflüsse aufweist (Panam, Hadap, Goma, Kharod, Anas, Kali, Khan, Machchhan und Chibota).
Der Distrikt Dahod gehört zu den regenreichsten Gebieten Gujarats. Das Klima ist subtropisch und feucht-gemäßigt. Der mittlere Jahresniederschlag liegt bei 745 mm (Jahre 1982 bis 2011) mit 30 bis 40 Regentagen pro Jahr. Fast der gesamte Niederschlag fällt während dem Südwestmonsun zwischen Juni und Oktober. Die Tageshöchsttemperaturen liegen zwischen 27,7 °C im Januar und 39,7 °C im Mai, die Tiefsttemperaturen zwischen 11,9 °C im Januar und 25,6 °C im Mai. Es werden drei Jahreszeiten unterschieden: die Monsunperiode von Mitte Juni bis Oktober, der Winter von November bis Februar und der Sommer von März bis Juni.

## Geschichte
Der Distrikt wurde am 2. Oktober 1997 aus Teilen des Distrikts Panchmahal neu gebildet.

## Bevölkerung
Die Einwohnerzahl lag bei der Volkszählung 2011 bei 2.126.558. Die Bevölkerungsstruktur war mit 96,2 Prozent Hindus und 96,3 Prozent Gujarati-Muttersprachlern (2011) verhältnismäßig homogen. Die Alphabetisierungsrate lag 2011 mit 58,8 % weit unter dem damaligen Durchschnitt Gujarats (78,03 %) und Indiens (74,04 %).

## Verwaltungsgliederung
Im Jahr 2025 war der Distrikt in neun Taluks untergliedert: Dahod, Limkheda, Devgadbaria, Jhalod, Fatepura, Dhanpur, Sanjeli, Singhvad und Garbada.